# Kriech-Steinbrech
Der Kriech-Steinbrech (Saxifraga stolonifera), auch Judenbart genannt, ist eine Pflanzenart aus der Gattung der Steinbrech (Saxifraga) innerhalb der Familie Steinbrechgewächse (Saxifragaceae). Sie wird als Zierpflanze und in der japanischen Küche verwendet.

## Beschreibung

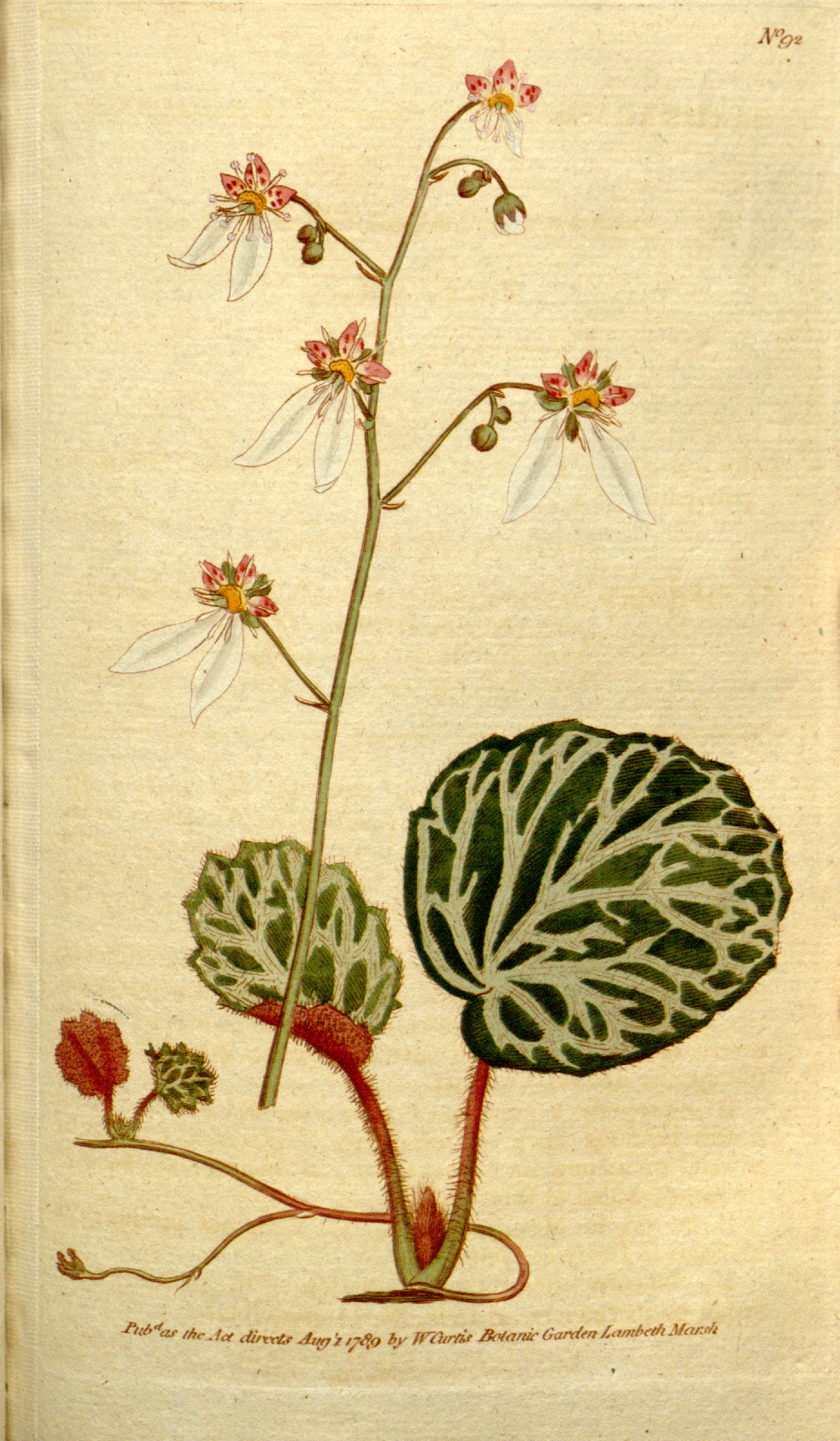
Illustration aus Curtis: The Botanical Magazine, Volume 3, 1790, Tafel 92

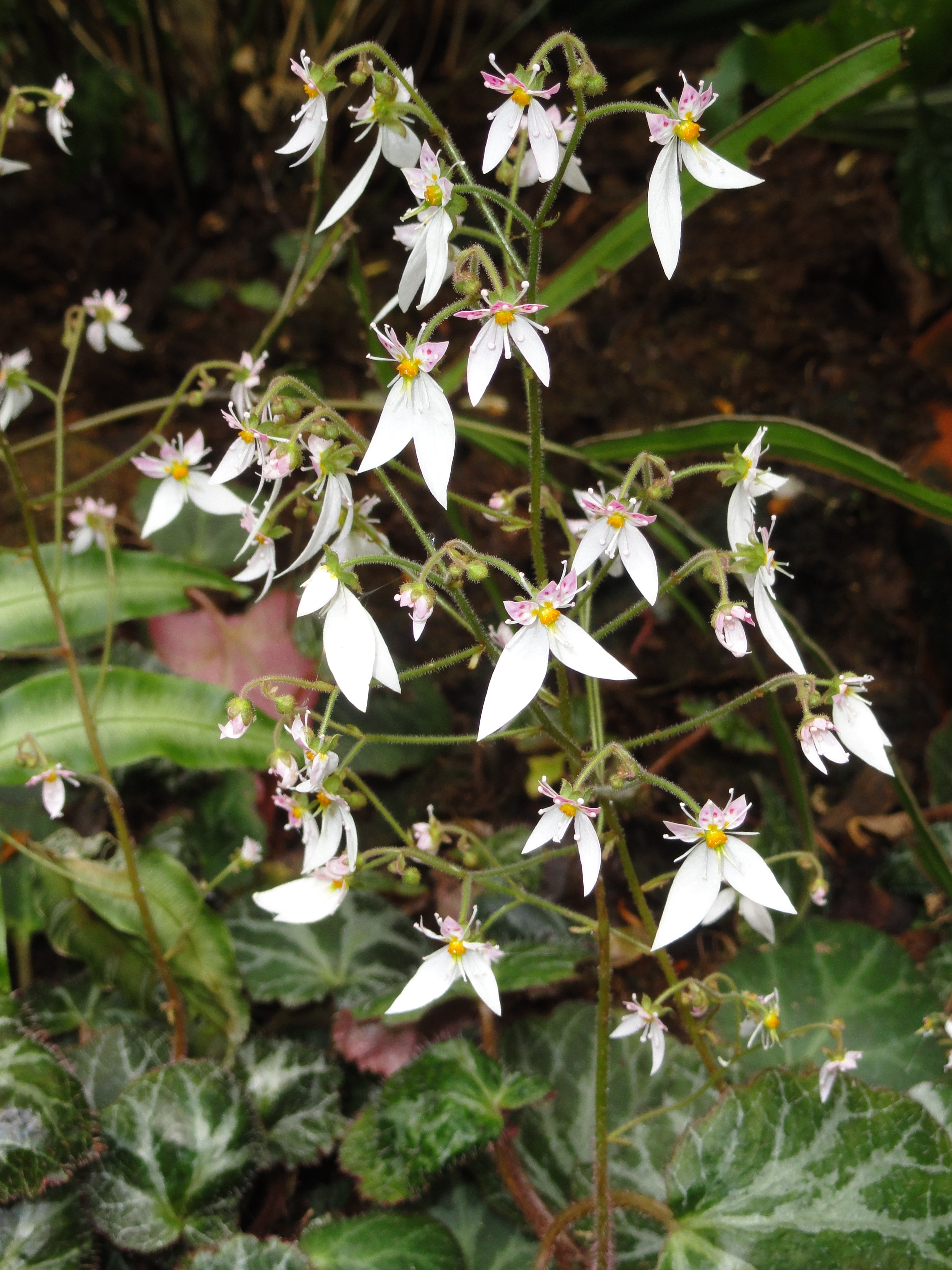
Blütenstand

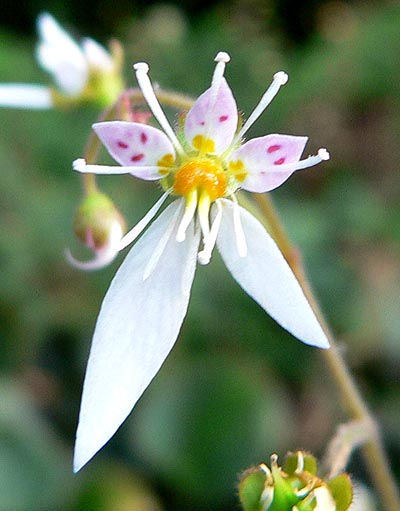
Blüte im Detail

### Vegetative Merkmale
Der Kriech-Steinbrech wächst als ausdauernde krautige Pflanze und erreicht Wuchshöhen von 8 bis 45 Zentimetern. Er entwickelt lange fadenförmige Ausläufer mit schuppenförmigen Blättern. Der Stängel ist drüsig behaart.
Die grundständigen und am Stängel verteilt angeordneten Laubblätter sind in Blattstiel und Blattspreite gegliedert. Der Blattstiel ist 15 bis 21 Zentimeter lang und drüsig behaart. Die Blattspreite der Grundblätter ist oberseits grün, mit silbergrauen Nerven sowie drüsig behaart und unterseits rötlich. Sie ist bei einer Länge von 1,5 bis 7,5 Zentimetern sowie einer Breite von 2 bis 12 Zentimetern im Umriss fast herz-, nierenförmig oder kreisrund mit etwas gestutzter, gerundeter oder herzförmiger Spreitenbasis, stumpfem oder spitzem oberen Ende und unregelmäßig gekerbt-gesägtem Rand. Die Stängelblätter und Tragblätter sind bei einer Länge von nur 6 Millimetern sowie einer Breite von 2 Millimetern lanzettlich.

### Generative Merkmale
Der lockere, rispige Blütenstand enthält 7 bis 61 Blüten.
Die zwittrigen Blüten sind zygomorph und fünfzählig mit doppelter Blütenhülle. Die ausgebreiteten oder zurückgeschlagen Kelchblätter sind bei einer Länge von 1,5 bis 3,5 Millimetern sowie einer Breite von 1 bis 1,8 Millimetern eiförmig mit drei Nerven und unterseits sowie an den Rändern drüsig behaart. Zwei der fünf weißen Kronblätter sind charakteristischerweise länger als die übrigen. Die beiden längeren Kronblätter sind bei einer Länge von 6 bis 15 Millimetern sowie einer Breite von 2 bis 4 Millimetern lanzettlich-länglich, gekielt mit spitzem oberen Ende. Die drei kleineren Kronblätter sind bei einer Länge von 2 bis 4,4 Millimetern sowie einer Breite von 13 bis 2 Millimetern eiförmig und rot oder gelb gepunktet. Die zehn Staubblätter sind 4 bis 5,2 Millimeter lang. Es ist ein fast kranzförmiger Nektardiskus vorhanden. Der oberständige, eiförmige Fruchtknoten ist hellgelb. Die zwei Griffel sind auf ihrer ganzen Länge frei.
Die Kapselfrucht öffnet sich mit zwei Fruchtklappen und enthält viele Samen.
In China reicht die Blütezeit von April bis November, in den gleichen Monaten reifen auch die Früchte.

### Chromosomenzahl
Die Chromosomenzahl beträgt 2n = 30, 36 oder 54.

## Vorkommen
Ursprünglich stammt Saxifraga stolonifera aus China, Taiwan, Japan und Korea. Die Art wird in vielen Ländern kultiviert und kommt eingeschleppt vor in Großbritannien, Irland, Italien, in der Schweiz, in Bulgarien, auf den Kanaren, in Indien, Nordamerika und in Kolumbien. In Mitteleuropa kommt der Kriech-Steinbrech stellenweise eingebürgert vor etwa im Bundesland Salzburg und im Tessin.
In China gedeiht sie in Höhenlagen von 400 bis 4500 Metern in Wäldern, in Gebüschen, auf Wiesen und auf schattigen Felsen.
Die ökologischen Zeigerwerte nach Landolt et al. 2010 sind in der Schweiz: Feuchtezahl F = 3 (mäßig feucht), Lichtzahl L = 3 (halbschattig), Reaktionszahl R = 3 (schwach sauer bis neutral), Temperaturzahl T = 4+ (warm-kollin), Nährstoffzahl N = 3 (mäßig nährstoffarm bis mäßig nährstoffreich), Kontinentalitätszahl K = 1 (ozeanisch).

## Taxonomie
Die Erstveröffentlichung von Saxifraga stolonifera erfolgte 1774 durch William Curtis Philosophical Transactions of the Royal Society of London, Band 64, 1, Seite 308, no. 2541. Ein Homonym, Saxifraga stolonifera Meerb., wurde 1775 veröffentlicht. Synonyme für Saxifraga stolonifera Curtis sind: Saxifraga chaffanjonii H.Lév., Saxifraga chinensis Lour., Saxifraga cuscutiformis Lodd., Saxifraga dumetorum Balf. f., Saxifraga fortunei var. tricolor Lem., Saxifraga iochanensis H.Lév., Saxifraga ligulata Murray, Saxifraga sarmentosa L. f., Saxifraga veitchiana Balf. f., Saxifraga stolonifera var. immaculata (Diels) Hand.-Mazz.

## Verwendung
Saxifraga stolonifera ist seit 1771 als Zierpflanze in Kultur und wird als solche manchmal Judenbart genannt.
Die Blätter von Saxifraga stolonifera werden roh oder gegart gegessen. In Japan werden sie gekocht oder frittiert, manchmal auch roh als Salat verwendet. Vom Blütenstandsschaft wird behauptet, er wäre würzig, wenn er gesalzen wurde. Saxifraga stolonifera findet in der japanischen Küche Anwendung als Gewürz.
Die Blätter und die ganzen Pflanzen wurden medizinisch auf antibakterielle und entzündungshemmende Wirkungen untersucht.